# Акварија (Модена)
Акварија (итал. Acquaria) је насеље у Италији у округу Модена, региону Емилија-Ромања.
Према процени из 2011. у насељу је живело 151 становника. Насеље се налази на надморској висини од 860 м.